# Genoveita Krasauskienė
Genoveita Krasauskienė (* 13. Februar 1952 in Kaukolikai, Rajongemeinde Skuodas) ist eine litauische Politikerin, Vizeministerin.

## Leben
1976 absolvierte Genoveita Krasauskienė das Diplomstudium der englischen Sprache an der Vilniaus universitetas in der litauischen Hauptstadt Vilnius und 2004 das Studium der Verwaltung an der Kauno technologijos universitetas in der zweitgrößten litauischen Stadt Kaunas.
Von 1990 bis 2003 leitete sie als Direktorin die Vladas-Jurgutis-Mittelschule Palanga. Von 2004 bis 2007 arbeitete sie als Beraterin des Bürgermeisters. 2007 lehrte sie englische Sprache in der Berufsschule VšĮ „Kauno paslaugų verslo darbuotojų profesinio rengimo centras“. Ab 2009 lehrte sie am Kolleg Klaipėda. 
Von 2003 bis 2007 war sie Mitglied im Stadtrat Palanga. 
Von 2013 bis 2016 war sie Vizeministerin am Ministerium für Bildung und Wissenschaft, Stellvertreterin des Ministers Dainius Pavalkis im Kabinett Butkevičius.
Sie ist Mitglied der Laisvė ir teisingumas (Kandidatin bei Europawahl in Litauen 2024, davor bei Kommunalwahlen in Litauen 2023). Von 1986 	bis 1990  war sie Mitglied der Lietuvos komunistų partija, von 1999 bis 2011  der Naujoji sąjunga und von 2011 	bis 2017 der Darbo partija (Kandidatin bei Kommunalwahlen in Litauen 2015).

## Familie
Sie ist verheiratet. Mit ihrem Mann Edmundas Krasauskas hat sie die Kinder Inesa und Edvinas.